# Hawaii Five-0
Hawaii Five-0 (no Brasil, Havaí 5.0 e em Portugal intitulado Hawaii: Força Especial), é exibida no Brasil pelo canal AXN. Em Portugal é transmitida na FOX Portugal (de segunda a sexta). Foi um seriado de televisão estadunidense exibido pela CBS a partir de setembro de 2010 até 3 de abril de 2020, um drama policial que é refilmagem da série homônima exibida originalmente pela emissora entre 1968 e 1980; seu título, no entanto, tem um zero no lugar da letra O. Como a versão original, sua trama mostra uma unidade policial de elite montada para combater o crime no estado do Havaí, que foi o quinquagésimo a ser incorporado à união. 
Foi protagonizada pelo ator Alex O’Loughlin, que interpreta o comandante Steve McGarrett, chefe da força-especial 5-0 e marinheiro SEAL, que presta contas diretamente aos governadores da ilha. Entre os outros membros da equipa estão o detetive vindo de Nova Jersey, Danny Williams (Scott Caan), tenente Chin Ho Kelly (Daniel Dae Kim), oficial Kono Kalakaua (Grace Park) e o médico legista Dr. Max Bergman (Masi Oka).
Grace Park, novamente assume um personagem anteriormente interpretado por um homem. Ela é a detetive Kono Kalakaua, personagem anteriormente interpretado por Gilbert Lani Kauhi, o Zulu. Esta é a segunda vez que a atriz fica com um papel que devia ser masculino, sendo que a primeira foi no reboot de Ballester Galactica, quando fez um papel que originalmente pertenceu a Herbert Jefferson. O roteirista é Peter Lenkov, de CSI: NY, e a produção é da dupla Roberto Orci e Alex Kurtzman, de Fringe e Alias.
Mais tarde a equipe recebe a adição de Chi McBride como o capitão Lou Grover, inicialmente detestado por McGarrett, mas que ao longo do tempo se torna parceiro e integrante da Força Especial e de Jorge Garcia que faz o especialista em tecnologia Jerry Ortega.
Assim como na serie original, o personagem Steve McGarrett usa a frase "Book'em Danno"  (fiche-o Danno) todas as vezes que prendem algum suspeito.
Em julho de 2010, o seriado ganhou um painel no Comic-Con e obteve muita procura dos fãs, especialmente por conta dos atores egressos de seriados de sucesso recente. A produção prometeu manter as características do seriado original e dar mais espaço para os personagens secundários como o de Grace Park. A sala do evento ficou lotada, provando que, mesmo antes de estrear, o remake já possuía um bom público.
Em 28 de Fevereiro de 2020, foi anunciado o fim do seriado, em sua 10ª temporada. O episódio final foi ao ar nos Estados Unidos em 03 de abril.

## Elenco Principal
| Atores           | Personagens        | Temporadas      | Temporadas      | Temporadas      | Temporadas      | Temporadas      | Temporadas      | Temporadas      | Temporadas      | Temporadas      | Temporadas      |
| Atores           | Personagens        | 1               | 2               | 3               | 4               | 5               | 6               | 7               | 8               | 9               | 10              |
| ---------------- | ------------------ | --------------- | --------------- | --------------- | --------------- | --------------- | --------------- | --------------- | --------------- | --------------- | --------------- |
| Alex O’Loughlin  | Steve McGarrett    | Principal       | Principal       | Principal       | Principal       | Principal       | Principal       | Principal       | Principal       | Principal       | Principal       |
| Scott Caan       | Danny Williams     | Principal       | Principal       | Principal       | Principal       | Principal       | Principal       | Principal       | Principal       | Principal       | Principal       |
| Daniel Dae Kim   | Chin Ho Kelly      | Principal       | Principal       | Principal       | Principal       | Principal       | Principal       | Principal       | Does not appear | Does not appear | Does not appear |
| Grace Park       | Kono Kalakaua      | Principal       | Principal       | Principal       | Principal       | Principal       | Principal       | Principal       | Does not appear | Does not appear | Does not appear |
| Taryn Manning    | Mary Ann McGarrett | Principal       | Participação    | Participação    | Participação    | Does not appear | Participação    | Does not appear | Does not appear | Participação    | Does not appear |
| Masi Oka         | Dr. Max Bergman    | Recorrente      | Principal       | Principal       | Principal       | Principal       | Principal       | Principal       | Does not appear | Does not appear | Participação    |
| Lauren German    | Lori Weston        | Does not appear | Principal       | Does not appear | Does not appear | Does not appear | Does not appear | Does not appear | Does not appear | Does not appear | Does not appear |
| Michelle Borth   | Catherine Rollins  | Recorrente      | Participação    | Principal       | Principal       | Participação    | Recorrente      | Participação    | Recorrente      | Participação    | Participação    |
| Chi McBride      | Lou Grover         | Does not appear | Does not appear | Does not appear | Principal       | Principal       | Principal       | Principal       | Principal       | Principal       | Principal       |
| Jorge Garcia     | Jerry Ortega       | Does not appear | Does not appear | Does not appear | Recorrente      | Principal       | Principal       | Principal       | Principal       | Principal       | Principal       |
| Taylor Wily      | Kamekona Tupuola   | Recorrente      | Recorrente      | Recorrente      | Recorrente      | Recorrente      | Recorrente      | Recorrente      | Principal       | Principal       | Principal       |
| Dennis Chun      | Duke Lukela        | Participação    | Recorrente      | Recorrente      | Recorrente      | Recorrente      | Recorrente      | Recorrente      | Principal       | Principal       | Principal       |
| Ian Anthony Dale | Adam Noshimuri     | Does not appear | Recorrente      | Recorrente      | Recorrente      | Recorrente      | Recorrente      | Recorrente      | Principal       | Principal       | Principal       |
| Kimee Balmilero  | Allison            | Does not appear | Does not appear | Participação    | Does not appear | Does not appear | Does not appear | Does not appear | Does not appear | Does not appear | Does not appear |
| Kimee Balmilero  | Dr. Noelani Cunha  | Does not appear | Does not appear | Does not appear | Does not appear | Does not appear | Does not appear | Recorrente      | Principal       | Principal       | Principal       |
| Meaghan Rath     | Tani Rey           | Does not appear | Does not appear | Does not appear | Does not appear | Does not appear | Does not appear | Does not appear | Principal       | Principal       | Principal       |
| Beulah Koale     | Junior Reigns      | Does not appear | Does not appear | Does not appear | Does not appear | Does not appear | Does not appear | Does not appear | Principal       | Principal       | Principal       |
| Katrina Law      | Quinn Liu          | Does not appear | Does not appear | Does not appear | Does not appear | Does not appear | Does not appear | Does not appear | Does not appear | Does not appear | Principal       |

- Steve McGarrett (Alex O’Loughlin), líder da força-tarefa. É um ex-militar de elite que não segue condutas policiais-padrão. Ele se integrou à equipe para poder investigar a morte do pai. Presta contas somente à Governadora (1ª temporada) e ao Governador (2ª e 3ª temporadas).
- Danny "Danno" Williams (Scott Caan), parceiro e amigo de Steve. É um detetive do continente que nunca se adaptou à vida no Havaí. Segue à risca os procedimentos policiais e mostra um lado humano como contraponto à truculência de Steve.
- Chin Ho Kelly (Daniel Dae Kim), um ex-policial acusado de aceitar suborno. É mal visto por toda a polícia devido às acusações sofridas, cessa após ser inocentado, mas possui muita experiência policial e absoluta confiança de Steve. Foi promovido a Tenente durante a série.
- Kono Kalakaua (Grace Park), ex-surfista profissional e prima de Chin Ho Kelly. Teve que abandonar o surfe por causa de lesão no joelho e se reinventou como policial. É a novata do grupo.
- Max Bergman (Masi Oka), trabalha com a força-tarefa 5-0 como médico legista.
- Lori Weston (Lauren German), entrou na equipe a mando do Governador para monitorar a força-tarefa. Após não conseguir monitorá-la e fazer parte dela, é forçada a sair ao falhar em seu propósito inicial.
- Catherine Rollins (Michelle Borth), é uma tenente da marinha e a namorada de Steve, frequentemente ajuda a Five-0 a resolver seus casos. Na terceira temporada desempenha um papel importante ajudando Steve a proteger sua mãe, Doris, já que a segurança dela está em jogo por causa de Wo Fat. A partir da quarta temporada após se aposentar da Marinha, passa a integrar a equipe da Five-0.
- Louis "Lou" Grover (Kenneth "Chi" McBride), é o capitão da SWAT, tem alguns problemas com Steve de início, trabalha com a Five-0 a partir da 4ª Temporada. Parece esconder um segredo.
- Doris McGarrett (Christine Lahti), mãe de Steve e Mary McGarrett. É uma ex-agente da CIA, forjou a própria morte, segundo ela para proteger seus filhos. Aparenta ter muitos segredos e mistérios por resolver.
- Kamekona (Taylor Willy), principal informante e amigo dos membros da força-tarefa 5-0. Procura a todo momento se promover econômica e empresarialmente. Já esteve preso.
- Adam Noshimuri (Ian Anthony Dale), é filho do antigo líder da Yakuza, Hiro Noshimuri, assassinado por Wo Fat. Procura regularizar seus negócios no Havaí e encontrar o assassino de seu pai. Também é marido de Kono.
- Pat Jameson (Jean Smart), governadora do Havaí. Criou a força-tarefa para se promover politicamente.
- Victor Hesse (James Marsters), o vilão inicial da história; sequestra e mata o pai de Steve. É um terrorista internacional e está ligado à Yakuza.
- Wo Fat (Mark Dacascos), principal vilão da história do seriado. Torna-se líder da Yakuza e procura pela pessoa que matou seu pai, pessoa essa conhecida como "Shelburne".
- Sang Min (Will Yun Lee), é responsável pela entrada ilegal de pessoas no estado do Havaí. Também é, por medo, informante da equipe 5-0.

## Elenco Recorrente
| Personagem           | Atores                | Temporadas      | Temporadas      | Temporadas      | Temporadas      | Temporadas      | Temporadas      | Temporadas      | Temporadas      | Temporadas      | Temporadas      |
| Personagem           | Atores                | 1               | 2               | 3               | 4               | 5               | 6               | 7               | 8               | 9               | 10              |
| -------------------- | --------------------- | --------------- | --------------- | --------------- | --------------- | --------------- | --------------- | --------------- | --------------- | --------------- | --------------- |
| Victor Hesse         | James Marsters        | Recorrente      | Participação    | Does not appear | Does not appear | Participação    | Does not appear | Does not appear | Does not appear | Does not appear | Participação    |
| Pat Jameson          | Jean Smart            | Recorrente      | Does not appear | Does not appear | Does not appear | Does not appear | Does not appear | Does not appear | Does not appear | Does not appear | Does not appear |
| Grace Williams       | Teilor Grubbs         | Recorrente      | Recorrente      | Recorrente      | Recorrente      | Recorrente      | Recorrente      | Recorrente      | Does not appear | Participação    | Does not appear |
| Sang Min             | Will Yun Lee          | Recorrente      | Participação    | Participação    | Does not appear | Participação    | Participação    | Participação    | Does not appear | Does not appear | Does not appear |
| Rachel Edwards       | Claire van der Boom   | Recorrente      | Participação    | Does not appear | Does not appear | Participação    | Does not appear | Participação    | Participação    | Participação    | Does not appear |
| Wo Fat               | Mark Dacascos         | Recorrente      | Recorrente      | Recorrente      | Participação    | Participação    | Does not appear | Does not appear | Does not appear | Participação    | Participação    |
| Laura Hills          | Kelly Hu              | Recorrente      | Does not appear | Does not appear | Does not appear | Does not appear | Does not appear | Does not appear | Does not appear | Does not appear | Does not appear |
| Jenna Kaye           | Larisa Oleynik        | Recorrente      | Recorrente      | Does not appear | Does not appear | Participação    | Does not appear | Does not appear | Does not appear | Does not appear | Does not appear |
| Malia Waincroft      | Reiko Aylesworth      | Participação    | Recorrente      | Participação    | Participação    | Does not appear | Does not appear | Does not appear | Does not appear | Does not appear | Does not appear |
| Charlie Fong         | Brian Yang            | Participação    | Recorrente      | Recorrente      | Recorrente      | Participação    | Does not appear | Does not appear | Does not appear | Does not appear | Does not appear |
| John McGarrett       | William Sadler        | Participação    | Participação    | Participação    | Participação    | Participação    | Does not appear | Does not appear | Participação    | Participação    | Participação    |
| Mamo Kahike          | Al Harrington         | Participação    | Participação    | Does not appear | Participação    | Participação    | Participação    | Participação    | Does not appear | Participação    | Does not appear |
| Kawika               | Kala Alexander        | Participação    | Participação    | Participação    | Participação    | Participação    | Participação    | Does not appear | Does not appear | Does not appear | Does not appear |
| Adam "Toast" Charles | Martin Starr          | Participação    | Does not appear | Participação    | Participação    | Does not appear | Participação    | Does not appear | Does not appear | Does not appear | Does not appear |
| Sam Denning          | Richard T. Jones      | Does not appear | Recorrente      | Participação    | Participação    | Does not appear | Does not appear | Does not appear | Does not appear | Does not appear | Does not appear |
| Joe White            | Terry O'Quinn         | Does not appear | Recorrente      | Participação    | Participação    | Participação    | Does not appear | Does not appear | Participação    | Participação    | Does not appear |
| Gabrielle Asano      | Autumn Reeser         | Does not appear | Recorrente      | Participação    | Participação    | Does not appear | Does not appear | Does not appear | Does not appear | Does not appear | Does not appear |
| Vincent Fryer        | Tom Sizemore          | Does not appear | Recorrente      | Does not appear | Does not appear | Does not appear | Does not appear | Does not appear | Does not appear | Does not appear | Does not appear |
| Frank Delano         | William Baldwin       | Does not appear | Recorrente      | Participação    | Does not appear | Does not appear | Does not appear | Does not appear | Does not appear | Does not appear | Does not appear |
| Wade Gutches         | David Keith           | Does not appear | Participação    | Participação    | Does not appear | Does not appear | Does not appear | Does not appear | Does not appear | Participação    | Does not appear |
| Doris McGarrett      | Christine Lahti       | Does not appear | Does not appear | Recorrente      | Does not appear | Does not appear | Does not appear | Participação    | Does not appear | Does not appear | Participação    |
| Michael Noshimuri    | Daniel Henney         | Does not appear | Does not appear | Recorrente      | Does not appear | Does not appear | Does not appear | Does not appear | Does not appear | Does not appear | Does not appear |
| Flippa               | Shawn Mokuahi-Garnett | Does not appear | Does not appear | Recorrente      | Recorrente      | Recorrente      | Recorrente      | Recorrente      | Recorrente      | Recorrente      | Recorrente      |
| Duane Chapman        | Duane Chapman         | Does not appear | Does not appear | Participação    | Participação    | Participação    | Participação    | Participação    | Participação    | Participação    | Does not appear |
| Pua Kai              | Shawn Thomsen         | Does not appear | Does not appear | Participação    | Participação    | Recorrente      | Participação    | Recorrente      | Participação    | Recorrente      | Does not appear |
| Billy Harrington     | Justin Bruening       | Does not appear | Does not appear | Participação    | Recorrente      | Does not appear | Does not appear | Does not appear | Does not appear | Does not appear | Does not appear |
| Eric Russo           | Andrew Lawrence       | Does not appear | Does not appear | Participação    | Does not appear | Does not appear | Recorrente      | Recorrente      | Recorrente      | Participação    | Does not appear |
| Paul Delano          | Daniel Baldwin        | Does not appear | Does not appear | Participação    | Does not appear | Participação    | Does not appear | Does not appear | Does not appear | Does not appear | Does not appear |
| Samantha Grover      | Paige Hurd            | Does not appear | Does not appear | Does not appear | Recorrente      | Participação    | Participação    | Participação    | Participação    | Does not appear | Does not appear |
| Clara Williams       | Melanie Griffith      | Does not appear | Does not appear | Does not appear | Recorrente      | Does not appear | Participação    | Does not appear | Does not appear | Does not appear | Does not appear |
| Gabriel Waincroft    | Christopher Sean      | Does not appear | Does not appear | Does not appear | Participação    | Recorrente      | Recorrente      | Does not appear | Does not appear | Does not appear | Does not appear |
| Melissa Armstrong    | Lili Simmons          | Does not appear | Does not appear | Does not appear | Participação    | Participação    | Participação    | Participação    | Does not appear | Does not appear | Does not appear |
| Mindy Shaw           | Amanda Setton         | Does not appear | Does not appear | Does not appear | Does not appear | Recorrente      | Does not appear | Does not appear | Does not appear | Does not appear | Does not appear |
| Ellie Clayton        | Mirrah Foulkes        | Does not appear | Does not appear | Does not appear | Does not appear | Recorrente      | Does not appear | Does not appear | Does not appear | Does not appear | Does not appear |
| Jason Duclair        | Randy Couture         | Does not appear | Does not appear | Does not appear | Does not appear | Participação    | Participação    | Does not appear | Participação    | Does not appear | Does not appear |
| Gerard Hirsch        | Willie Garson         | Does not appear | Does not appear | Does not appear | Does not appear | Participação    | Recorrente      | Participação    | Participação    | Participação    | Does not appear |
| Odell Martin         | Michael Imperioli     | Does not appear | Does not appear | Does not appear | Does not appear | Participação    | Participação    | Does not appear | Participação    | Does not appear | Does not appear |
| Nahele Huikala       | Keoka Kekumano        | Does not appear | Does not appear | Does not appear | Does not appear | Participação    | Recorrente      | Participação    | Recorrente      | Participação    | Does not appear |
| Charlie Williams     | Zach Sulzback         | Does not appear | Does not appear | Does not appear | Does not appear | Participação    | Participação    | Recorrente      | Participação    | Recorrente      | Participação    |
| Ricky Schiff         | Charlie Saxton        | Does not appear | Does not appear | Does not appear | Does not appear | Participação    | Does not appear | Does not appear | Does not appear | Participação    | Does not appear |
| Abby Dunn            | Julie Benz            | Does not appear | Does not appear | Does not appear | Does not appear | Does not appear | Recorrente      | Participação    | Does not appear | Does not appear | Does not appear |
| Lynn Downey          | Sarah Carter          | Does not appear | Does not appear | Does not appear | Does not appear | Does not appear | Participação    | Participação    | Does not appear | Does not appear | Does not appear |
| Sarah Waincroft Diaz | Londyn Silzer         | Does not appear | Does not appear | Does not appear | Does not appear | Does not appear | Participação    | Recorrente      | Does not appear | Does not appear | Does not appear |
| Will Grover          | Chosen Jacobs         | Does not appear | Does not appear | Does not appear | Does not appear | Does not appear | Participação    | Recorrente      | Participação    | Participação    | Does not appear |
| Laura Mellow         | Nalani Lukela         | Does not appear | Does not appear | Does not appear | Does not appear | Does not appear | Participação    | Does not appear | Does not appear | Participação    | Participação    |
| Alicia Brown         | Claire Forlani        | Does not appear | Does not appear | Does not appear | Does not appear | Does not appear | Does not appear | Recorrente      | Recorrente      | Does not appear | Does not appear |
| Madison Gray         | Elisabeth Röhm        | Does not appear | Does not appear | Does not appear | Does not appear | Does not appear | Does not appear | Recorrente      | Does not appear | Does not appear | Does not appear |
| Koa Rey              | Kunal Sharma          | Does not appear | Does not appear | Does not appear | Does not appear | Does not appear | Does not appear | Does not appear | Recorrente      | Participação    | Does not appear |
| Jessie Nomura        | Christine Ko          | Does not appear | Does not appear | Does not appear | Does not appear | Does not appear | Does not appear | Does not appear | Recorrente      | Does not appear | Does not appear |
| Aaron Wright         | Joey Lawrence         | Does not appear | Does not appear | Does not appear | Does not appear | Does not appear | Does not appear | Does not appear | Participação    | Participação    | Participação    |
| Greer                | Rochelle Aytes        | Does not appear | Does not appear | Does not appear | Does not appear | Does not appear | Does not appear | Does not appear | Does not appear | Recorrente      | Does not appear |
| Hajime Masuda        | Sonny Saito           | Does not appear | Does not appear | Does not appear | Does not appear | Does not appear | Does not appear | Does not appear | Does not appear | Participação    | Participação    |
| Tamiko Masuda        | Brittany Ishibashi    | Does not appear | Does not appear | Does not appear | Does not appear | Does not appear | Does not appear | Does not appear | Does not appear | Participação    | Participação    |
| Fernando Chien       | Kenji Higashi         | Does not appear | Does not appear | Does not appear | Does not appear | Does not appear | Does not appear | Does not appear | Does not appear | Does not appear | Recorrente      |

## Receptividade
O novo seriado recebeu críticas positivas, mas os comentaristas acreditam que há muito a fazer para manter o programa no ar, especialmente por ser exibido num canal grande e num horário competitivo. Além disso, outros seriados foram ambientados no Havaí, sugerindo que esse conceito já está um pouco desgastado. O episódio de estreia foi assistido por 14,20 milhões de estadunidenses, o que é excelente pelos padrões da TV naquele país.
O episódio 12 encerrou o ano de 2010 com excelente audiência, mais de onze milhões de telespectadores, um pouco acima da média da temporada. O último episódio da primeira temporada, em maio de 2011, teve mais de dez milhões de telespectadores, mantendo a  excelente média da série, que está renovada para a segunda temporada. Em um ranking semanal do final de temporada das séries, Havaí 50 aparece entre os Top 25 para todas as idades, com dez milhões de telespectadores, sendo portanto um dos programas mais vistos na semana.